# Ismaël (Moby-Dick)
Ismaël est un personnage du roman Moby-Dick (1851) de l'écrivain américain Herman Melville. Le roman s'ouvre sur la phrase « Appelez-moi Ismaël » (Call me Ishmael). Il est le narrateur à la première personne d'une grande partie du livre.
Comme Ismaël joue un rôle mineur dans l'intrigue, les premiers critiques de Moby-Dick ont considéré que le capitaine Achab était le protagoniste. Beaucoup ont confondu Ismaël et Melville ou ont négligé le rôle qu'il a joué. Les critiques ultérieurs ont distingué Ismaël de Melville, et certains ont vu sa conscience mystique et spéculative comme la force centrale du roman, plutôt que la volonté monomaniaque du capitaine Achab.
Le nom biblique Ismaël symbolise les orphelins, les exilés et les exclus de la société. Contrairement à son homonyme du Livre de la Genèse, banni dans le désert, l'Ismaël de Melville erre sur la mer. Cependant, chacun de ces Ismaël connaît un sauvetage miraculeux ; dans la Bible il est sauvé de la soif, dans le roman de la noyade.

## Caractéristiques
Achab et Ismaël sont tous deux fascinés par la baleine, mais alors qu'Achab la perçoit exclusivement comme un mal, Ismaël garde l'esprit ouvert. Achab a une vision du monde statique, aveugle aux nouvelles informations, mais la vision du monde d'Ismaël est en évolution constante à mesure que de nouvelles idées et réalisations surviennent. « Et le flux, à son tour... est la principale caractéristique d'Ismaël lui-même. ».
Ismaël médite sur un large éventail de sujets. En plus des références explicitement philosophiques, il expose au chapitre 89 le concept juridique « Fast-Fish and Loose-Fish », qu'il considère comme signifiant que la possession, plutôt qu'une revendication morale, confère le droit de propriété.

## Biographie
Ismaël, comme Melville, a d'abord travaillé comme professeur d'école avant d'obtenir un poste sur un navire marchand. Après plusieurs voyages dans la marine marchande, il décide de naviguer en main verte sur un baleinier, au départ de Nantucket.
Ismaël voyage pour la première fois de l'île de Manhattan à New Bedford. L'auberge est bondée et il doit partager un lit avec le polynésien tatoué Queequeg, un harponneur qu'Ismaël prend pour un cannibale. Deux jours plus tard, Ishmael et Queequeg se dirigent vers Nantucket. Ismaël s'enrôle pour un voyage sur le baleinier Pequod, sous les ordres du capitaine Achab. Achab est obsédé par une baleine blanche, Moby Dick, qui, lors d'une chasse, lui a fait perdre une jambe. Dans sa quête de vengeance, Achab a perdu tout sens des responsabilités, et lorsque la baleine coule le navire et détruit les baleinières, tous les membres de l'équipage se noient à l'exception d'Ismaël : « Et je n'ai été le seul rescapé que pour te le raconter ». Une bouée de sauvetage fabriquée à partir du cercueil de Queequeg remonte à la surface et Ismaël se maintient à flot jusqu'à ce qu'un autre baleinier, le Rachel, arrive pour le sauver.

## Famille
La seule famille mentionnée par Ishmael comprend une belle-mère anonyme et un oncle, le capitaine (John) D'Wolf. John D'Wolf, en réalité, était l'oncle de Melville, ayant épousé sa tante paternelle Mary. Ismaël, écrivant le récit en tant qu'homme plus âgé, indique au chapitre 35 qu'il est père (« nous, les pères, sommes les inventeurs originaux et les titulaires de brevets... »).

## Ismaël (Ancien Testament)
Le nom Ismaël est d’origine biblique : dans Genèse 16 :1-16 ; 17 : 18-25 ; 21 :6-21 ; 25:9-17, Ismaël était le fils d' Abraham et de la servante Agar. Dans 21 :6-21, Agar fut rejetée après la naissance d'Isaac, qui hérita de l'alliance du Seigneur à la place de son demi-frère aîné.
L'allégorie biblique de Melville transparaît ainsi :
- L'Ismaël biblique est banni dans « le désert de Beer-Sheba », tandis que le narrateur de Moby-Dick erre, selon ses propres mots, dans « le désert des eaux »[3]. Dans la Bible, le désert est un cadre courant pour une vision[4]. En revanche, l'Ismaël de Melville part en mer à la recherche d'idées.
- Dans la Genèse, Agar reçut la visite d'un ange qui lui demanda d'appeler son enfant encore à naître Yishma'el, ce qui signifie « Dieu entendra ». Cette prophétie s'est réalisée lorsqu'Ismaël, périssant dans le désert, a été sauvé par un miracle : l'apparition soudaine d'un puits d'eau[3]. Dans Moby-Dick, seul Ismaël échappe au naufrage du Pequod, décrit comme « celui par une marge si étroite qu'il paraît miraculeux »[5].

Le nom renvoie en outre à une analogie biblique qui fait d'Ismaël le prototype du « vagabond et du paria », l'homme en désaccord avec ses semblables. Nathalia Wright énonce que tous les héros de Melville – à l'exception de Benito Cereno et Billy Budd – sont des manifestations de l'Ismaël biblique, et que quatre sont en fait identifiés avec lui : Redburn, Ishmael, Pierre et Pitch dans Le Grand Escroc.

## Points de vue critiques
Au cours des premières décennies, les lecteurs et les critiques confondaient souvent Ismaël avec Melville, dont les œuvres étaient perçues comme une autobiographie. Le critique FO Matthiessen se plaignait dès 1941 que « la plupart des critiques de nos maîtres passés ont été superficiellement collées aux biographies » et s'opposait au « sophisme moderne » de la « lecture directe de la vie personnelle d'un auteur dans ses œuvres ». En 1948, Howard P. Vincent, dans son étude The Trying-Out of Moby-Dick, « mettait en garde contre l'oubli du narrateur », c'est-à-dire en supposant qu'Ismaël décrivait simplement ce qu'il avait vu. Robert Zoellner a souligné que le rôle d'Ismaël en tant que narrateur « s'effondre » soit lorsqu'Achab et Stubb « ont une conversation seuls » au chapitre 29, soit lorsqu'Ismaël rapporte « le monologue d'Achab assis seul » au chapitre 37.
Les points de vue diffèrent quant à savoir si le protagoniste est Ismaël ou Achab. MH Abrams considère qu'Ismaël n'est « qu'un participant mineur ou périphérique » dans l'histoire qu'il narre, mais Walter Bezanson soutient que le roman ne parle pas tant d'Achab ou de la baleine blanche que d'Ismaël, qui est « véritablement centre signifiant et force déterminante du roman.
Bezanson soutient qu'il existe deux Ismaël. Le premier est le narrateur, « la sensibilité enveloppante du roman » et « l’imagination à travers laquelle passent tous les questionnements du livre ». Le lecteur ne sait pas combien de temps après le voyage Ismaël commence à raconter son aventure, la deuxième phrase « il y a quelques années » étant le seul indice. Le « deuxième Ismaël », poursuit Bezanson, est « le prévisionniste Ismaël », ou « le plus jeune Ismaël d'il y a quelques années ». Le narrateur Ismaël est simplement le jeune Ismaël devenu plus âgé. L'Ismaël prévisionniste est « simplement l'un des personnages du roman, bien que, bien sûr, un personnage majeur dont la signification est peut-être aussi importante que celle d'Achab ». De temps en temps, on voit des variations du temps de narration indiquant que « pendant que l'Ismaël prévisionniste est occupé à chasser les baleines, le narrateur Ismaël passe au crible sa mémoire et son imagination à la recherche des nombreuses significations de la sombre aventure qu'il a vécue ».
Dans un essai de 1986, Bezanson qualifie Ismaël d'innocent « et même pas particulièrement intéressant sauf dans la mesure où le narrateur, d'une sensibilité mature et complexe, examine sa vie intérieure à distance, tout comme il examine la vie intérieure d'Achab... ».
John Bryant souligne qu'à mesure que le roman progresse, le personnage central « passe d'Ismaël à Achab ». Le début du livre est une « comédie » dans laquelle l'anxieux Ishmael et le serein Queequeg « se couchent, se "marient" et se lancent dans une aventure baleinière quoi qu'il arrive ». Après qu'Achab paraît au chapitre 29, Ismaël, qui ne réapparaît qu'au chapitre 41, n'est plus le « personnage central », mais la « conscience centrale et la voix narrative » du roman. Alors que son rôle en tant que personnage s'érode, selon Bryant, « sa vie de méditant lyrique et poétique sur les baleines et la chasse à la baleine transforme une fois de plus le roman... ». Ismaël se débat avec la conscience qu'il a de ne pouvoir suivre Achab vers une fin ardente mais doit se contenter de « la félicité réalisable » (chapitre 94), mais Achab prend alors le relais.
Le narrateur Ismaël fait preuve « d'une curiosité insatiable » et d'un « sens d'émerveillement inépuisable », dit Bezanson mais n'a pas encore bien compris ses aventures : « C'était la blancheur de la baleine qui m'a par-dessus tout effrayé. Mais comment puis-je espérer m'expliquer ici ; et pourtant, d'une manière vague et aléatoire, je dois m'expliquer, sinon tous ces chapitres pourraient être nuls. ». Cet Ismaël ne doit pas être assimilé à Melville lui-même. Bezanson attribue  cepdendant effectivement des traits melvilliens caractéristiques au narrateur, qui dans l'Épilogue, se compare à « un autre Ixion ».
Bezanson souligne que ce serait une erreur « de penser que le narrateur est indifférent à la façon dont son histoire est racontée ». Des critiques antérieures ont accusé Melville de ne pas prêter beaucoup d'attention au point de vue, « et bien sûr, cela est vrai » dans le sens de la technique d' Henry James, mais la « lutte » du narrateur Ismaël pour façonner son récit, en constante discussion, est en soi l'un des thèmes majeurs du livre. Ismaël déploie entre autres genres et styles, un sermon, un rêve, un décor comique, un ballet de minuit, une méditation, une lecture emblématique.

## Acteurs ayant incarné Ismaël
- Howard Duff dans l'adaptation radiophonique NBC Favorite Story de 1948 dans laquelle William Conrad incarnait Achab.
- Richard Basehart dans Moby Dick, une adaptation cinématographique de 1956 dans laquelle Gregory Peck joue Achab.
- Henry Thomas dans Moby Dick, une adaptation d'une mini-série télévisée de 1998 dans laquelle Patrick Stewart joue Achab.
- Tim Guinee dans Animated Epics: Moby Dick, un film d'animation de 2000 dans lequel Rod Steiger fournit la voix d'Achab.
- Terry O'Neill dans The League of Extraordinary Gentlemen, un film de 2003 basé sur la bande dessinée du même nom, en tant que second du capitaine Nemo .
- Jack Aranson (et 8 autres personnages) dans une adaptation scénique du livre en 2003.
- F. Murray Abraham dans la pièce radiophonique en trois parties BBC Radio 4 de 2006.
- Renee O'Connor incarne Michelle Herman, une homologue féminine d'Ismaël dans Moby Dick, une adaptation cinématographique moderne de 2010 dans laquelle Barry Bostwick joue Achab.
- Charlie Cox dans Moby Dick, une adaptation d'une mini-série télévisée de 2011 dans laquelle William Hurt joue Achab.
- Stephen Costello joue Greenhorn, le personnage renommé d'Ismaël, dans la version opéra 2010 de Jake Heggie .
- PJ Brennan en tant que jeune homme dans la pièce radiophonique en deux parties de BBC Radio 4 de 2010.
- Manik Choksi dans la comédie musicale 2019 de Dave Malloy : Moby Dick: A Musical Reckoning.
- Jang Ye-na (장예나) en tant que femme dans le jeu vidéo Limbus Company.